# Kanokkorn Jaicheun
Kanokkorn Jaicheu (Thai: กนกกร ใจชื่น), née le 30 juin 1986, a été Miss Thailand World 2007 et est une actrice thaïlandaise.

## Filmographie

### Cinéma
- 2010 : Yamada, la voie du samouraï de Nopporn Watin
- 2010 :Lunlla Man (Phuchai Lalla / ผู้ชายลัลล้า สูตร 3G ซ่าส์ ซ่าส์หากิ๊ก) de Thanya Phowijit

### Séries télévisées
- 2010 : 7 ประจัญบาน  (Channel 3)
- 2013 : คุณชายรณพีร์ (Channel 3)
- 2017 : ทิวลิปทอง (Channel 7)